# Terkaplesterpoelen
De Terkaplesterpoelen (Fries en officieel: Terkaplester Puollen) is een meer in de Friese gemeente De Friese Meren.

## Beschrijving
De Terkaplesterpoelen staan in verbinding met de Goëngarijpsterpoelen en de Terhornsterpoelen. Via het Akkrumer Rak is er verbinding met o.a. Akkrum en Heerenveen, via de Wijde Geeuw en de Lange sloot is er verbinding met Akmarijp, Broek (Friesland), Joure en de Langweerderwielen. Het meer heeft zijn naam ontleend aan het naast gelegen dorp Terkaple.
De meren maken deel uit van het Natura 2000-gebied Sneekermeergebied.

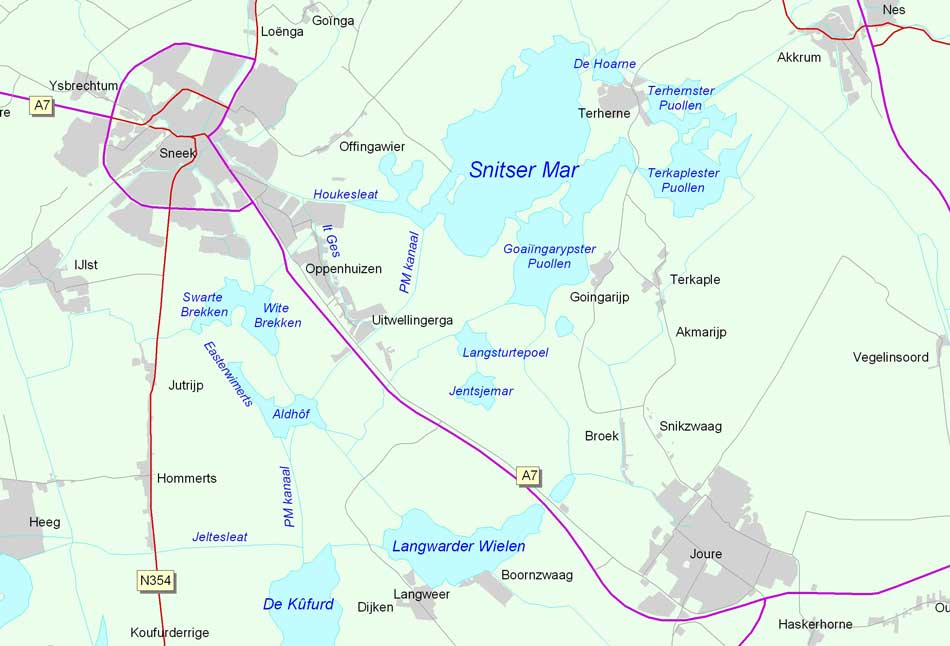
Kaartje met de officiële waternamen tussen Sneek, Joure en Akkrum